# Théâtre de la Coupe d'Or
Le théâtre de la Coupe d'Or est le théâtre municipal de la ville de Rochefort en Charente-Maritime France. Situé au 101 rue de la République dans le centre-ville, le bâtiment a été inscrit au titre des monuments historiques en 1969.

## Historique
Le projet de création d'un théâtre dans la ville est porté par Pierre-André Hèbre de Saint-Clément, maire de Rochefort entre 1767 et 1771, afin de faire sortir les représentations des salons privés pour les proposer aux officiers, armateurs et entrepreneurs rochefortais. Un premier théâtre est érigé en 1766 par l'Italien Miguel Angelo, mais il s'écroule rapidement en cours de travaux entraînant un procès et la condamnation de celui-ci,. Un autre bâtiment est alors commandé au peintre et architecte lombard Giovanni Antonio Berinzago (1707-1801) qui en établit les plans selon ceux des classiques théâtres à l'italienne et le fait édifier sur le site de l'hôtel particulier de la Coupe d'Or. Sa construction est réalisée de 1767 à 1769 dans le cœur de la ville, alors en pleine expansion avec les activités militaires de l'Arsenal et de la Corderie royale, et son inauguration est réalisée au printemps 1769 (sans que la date précise soit connue) sous le nom de « Théâtre de la Marine ».
Délabré et onéreux pour son fonctionnement, le théâtre est vendu à la municipalité en 1852 qui le fait restaurer (façade et péristyle, fauteuils au parterre, décors à l'antique et éclairage au gaz) et agrandir intégralement par l'architecte rochelais Antoine Brossard pour une nouvelle inauguration en 1853.
Deux grandes campagnes de restauration sont entreprises plus récemment, la première en 1971 sous la direction de l'architecte Marc Quentin qui refait la salle sur le modèle du théâtre de la Reine du Petit Trianon du château de Versailles, la seconde entre 2009 et 2012 sous la direction de l'architecte en chef des Monuments historiques Thierry Algrin pour une mise aux normes de sécurité et d'accessibilité ainsi que le nettoyage des fresques de la coupole.
Le bâtiment et ses décorations sont intégralement inscrits au titre des monuments historiques par arrêté du 26 décembre 1969.

## Architecture et décorations
Les fresques de la coupole représentant les Muses de Constantin datent de 1884.

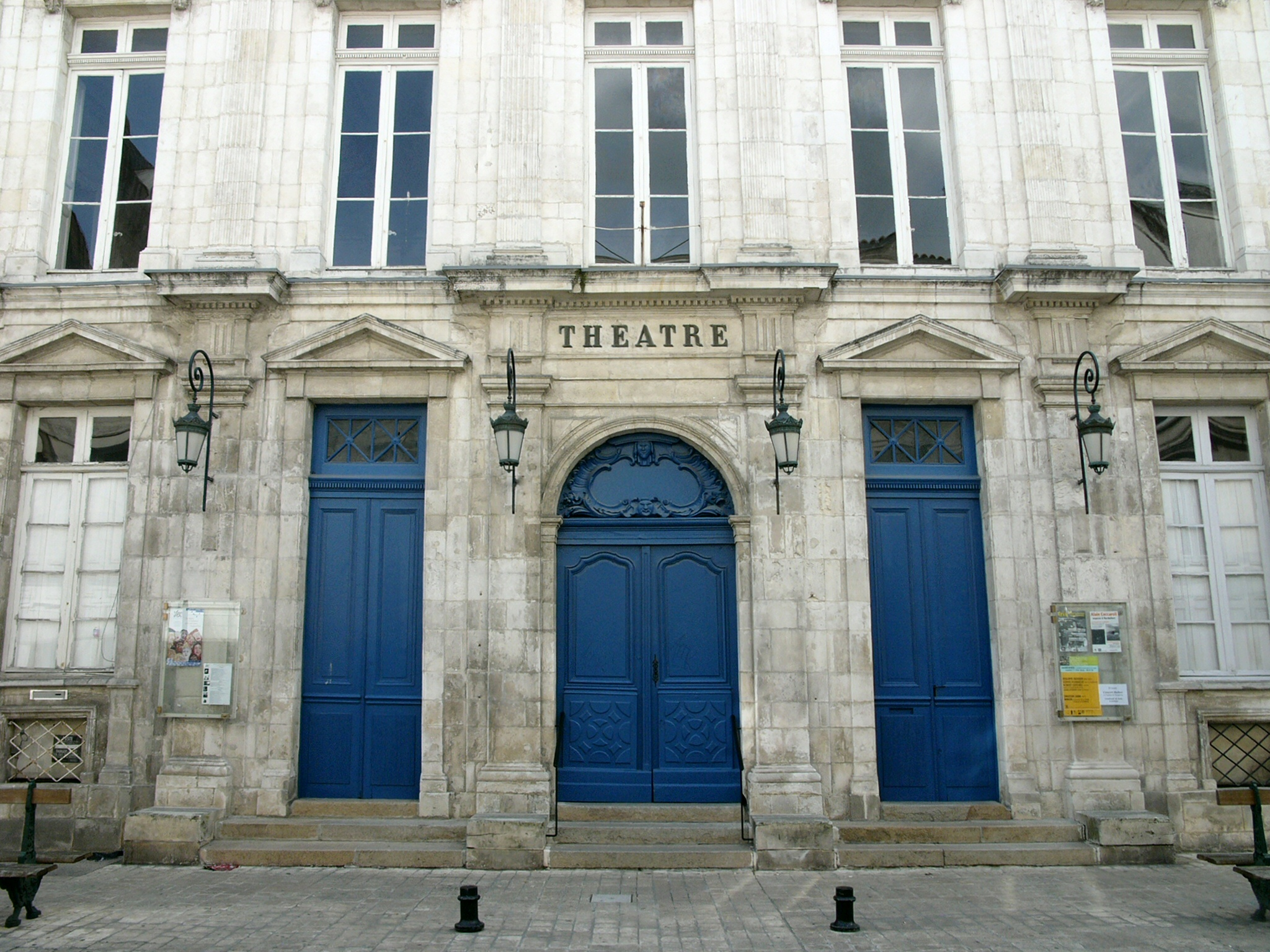
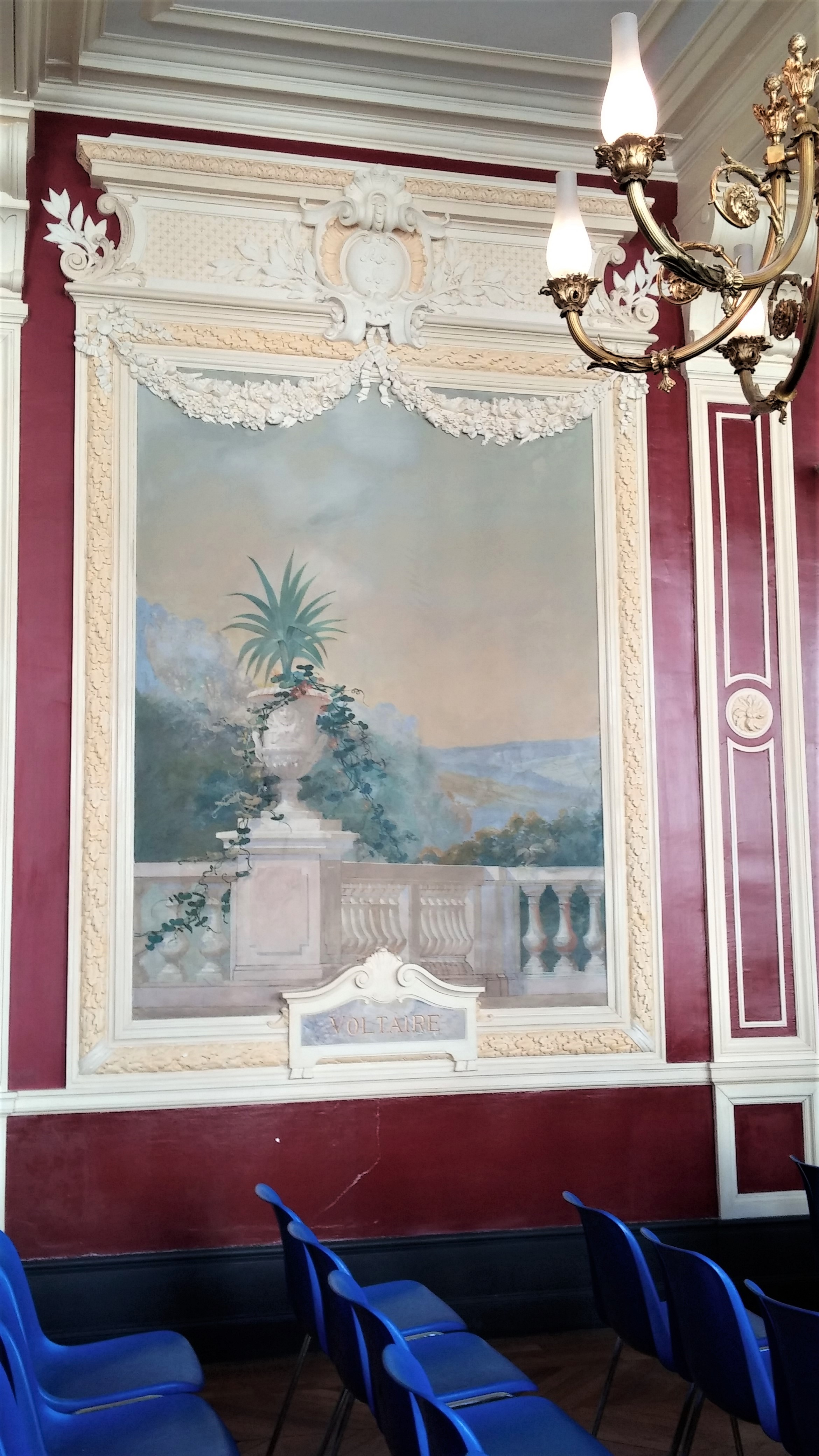